# Cratere Lassell (Marte)
Lassell è un cratere sulla superficie di Marte.
Il cratere è dedicato all'astronomo britannico William Lassell.